# Любов матері
«Любов матері» (порт. Amor de Mãe) — бразильський телесеріал 2019 року у жанрі драми та створений компанією TV Globo. В головних ролях — Регіна Казе, Адріана Естевес, Таіс Араужо, Ірандхір Сантос, Шай Суеде, Умберто Карран, Ізіс Вальверде, Мурілу Бенісіу, Володимир Брішта.
Перша серія вийшла в ефір 25 листопада 2019 року.
Серіал має 1 сезон. Завершився 125-м епізодом, який вийшов у ефір 9 квітня 2021 року.
Режисер серіалу — Хосе Луїс Вільямарім.
Сценарист серіалу — Мануела Діаш, Маріана Мескіта, Роберто Віторіну, Валтер Даґер.

## Сюжет
Серіал оповідає про трьох жінок, матерів — Лурдес, Віторію та Тельму, життя яких несподівано перетнулися.

## Актори та ролі

### Головний акторський склад
| Актор                  | Роль                      |
| ---------------------- | ------------------------- |
| Регіна Казе            | Лурдес дос Сантуш Сілва   |
| Адріана Естевес        | Тельма Лопес Нунес        |
| Таіс Араужо            | Віторія Аморім            |
| Ірандхір Сантос        | Альваро да Нобрега        |
| Шай Суеде              | Данило Лопес Нунес        |
| Умберто Карран         | Сандро Аморім Камарго     |
| Ізіс Вальверде         | Бетіна Торрес да Нобрега  |
| Мурілу Бенісіу         | Рауль Камарго             |
| Володимир Брішта       | Деві Моретті              |
| Джессіка Еллен         | Каміла душ Сантуш         |
| Нанда Коста            | Еріка дос Сантос Сілва    |
| Джуліано Казарре       | Маньо дос Сантуш Сілва    |
| Тьяго Мартінс          | Райан дос Сантос Сілва    |
| Малу Галлі             | Марія Лідія Камарго       |
| Арієта Корреа          | Лейла Баррос              |
| Еріка Януза            | Маріна Кастро             |
| Каміла Марділа         | Аманда Креспо             |
| Летісія Ліма           | Естела Тейшейра           |
| Тука Андрада           | Велізаріо Ласерда         |
| Енріке Діас            | Дурваль Барбоза           |
| Магалі Біфф            | Ніцете Торрес             |
| Ізабель Тейшейра       | Джейн Д'Авіла             |
| Дуглас Сілва           | Марконі Едуардо Гонсалвес |
| Кларісса Пінейро       | Марія да Пенья Морейра    |
| Марія                  | Верена Овіско             |
| Ана Флавія Кавальканті | Інспектор Міріам Амарал   |
| Дебора Ломм            | Міранда Аморім Джункейра  |
| Мільем Кортас          | Лікар Матіас Жункейра     |
| Кларисса Кісте         | Наталія Аморім            |
| Нанего Ліра            | Хосе де Олівейра          |
| Алехандро Клаво        | Талес Пайва               |
| Джуліо Лопес           | Мігель Моретті            |
| Дуда Батсов            | Кароліна Аморім Барбоза   |
| Альдене Абреу          | Дейс дас Шагас            |
| Клара Галінарі         | Бренда Баррос душ Сантуш  |
| Габріель Палхарес      | Ніколас Аморім Жункейра   |

### Актори другого плану
| Актор                   | Роль                             |
| ----------------------- | -------------------------------- |
| Віра Хольц              | Катя Матос Брандао               |
| Люсі Алвес              | Лурдес душ Сантос Сілва (молода) |
| Даніел Рібейру          | Джандір Сілва                    |
| Луїс Карлос Васконселос | Януаріо Сілва                    |
| Жуліо Андраде           | Сінезіо Лопес                    |
| Еліан Джардіні          | Віра Аморім                      |
| Родріго Гарсія          | Вісенте Новаес                   |
| Філіпе Дуарте           | Габріель Гарсез                  |
| Маріана Нунєс           | Рита Перейра Моура               |
| Ден Феррейра            | Уеслі Мадурейра                  |
| Луїза Сонза             | Мел                              |
| Anitta                  | Сабріна                          |

## Сезони
| Сезон | Епізоди | Епізоди | Оригінальний показ | Оригінальний показ | Оригінальний показ |
| Сезон | Епізоди | Епізоди | Перший показ       | Останній показ     | Мережа             |
| ----- | ------- | ------- | ------------------ | ------------------ | ------------------ |
| 1     | 125     | 125     | 25 листопада 2019  | 9 квітня 2021      | TV Globo           |

## Аудиторія
| Сезон | Розклад     | Епізоди | Перший ефір            | Перший ефір    | Останній ефір      | Останній ефір  | Середня кількість глядачів (бали) |
| Сезон | Розклад     | Епізоди | Дата                   | Глядачі (бали) | Дата               | Глядачі (бали) | Середня кількість глядачів (бали) |
| ----- | ----------- | ------- | ---------------------- | -------------- | ------------------ | -------------- | --------------------------------- |
| 1     | Пн–Сб 21:15 | 125     | 25 листопада 2019 року | 35             | 9 квітня 2021 року | 35             | 30,8                              |

## Рейтинги серій

### Сезон 1 (2019)
| Тиждень | Дата          | Дата             | День тижня | День тижня | День тижня               | День тижня               | День тижня               | День тижня               | Середній рейтинг за тиждень (бали) |
| Тиждень | початку тижня | закінчення тижня | понеділок  | вівторок   | середа                   | четвер                   | п'ятниця                 | субота                   | Середній рейтинг за тиждень (бали) |
| 1       | 25.11.2019    | 30.11.2019       | 35         | 33         | 29                       | 31                       | 30                       | 25                       | 30,5                               |
| 2       | 02.12.2019    | 07.12.2019       | 31         | 31         | 28                       | 29                       | 29                       | 26                       | 29,0                               |
| 3       | 09.12.2019    | 14.12.2019       | 31         | 31         | 31                       | 28                       | 27                       | 25                       | 28,8                               |
| 4       | 16.12.2019    | 21.12.2019       | 30         | 30         | 30                       | 30                       | 25                       | 23                       | 28,0                               |
| 5       | 23.12.2019    | 28.12.2019       | 27         | 17         | 25                       | 27                       | 28                       | 25                       | 24,8                               |
| 6       | 30.12.2019    | 04.01.2020       | 25         | 17         | 26                       | 29                       | 28                       | 29                       | 25,7                               |
| 7       | 06.01.2020    | 11.01.2020       | 32         | 29         | 32                       | 31                       | 28                       | 27                       | 29,8                               |
| 8       | 13.01.2020    | 18.01.2020       | 31         | 32         | 30                       | 31                       | 30                       | 26                       | 30,0                               |
| 9       | 20.01.2020    | 25.01.2020       | 32         | 31         | 32                       | 31                       | 29                       | 26                       | 30,2                               |
| 10      | 27.01.2020    | 01.02.2020       | 32         | 32         | 32                       | 31                       | 30                       | 31                       | 31,3                               |
| 11      | 03.02.2020    | 08.02.2020       | 33         | 33         | 31                       | 33                       | 31                       | 28                       | 31,5                               |
| 12      | 10.02.2020    | 15.02.2020       | 33         | 33         | 32                       | 32                       | 30                       | 27                       | 31,2                               |
| 13      | 17.02.2020    | 22.02.2020       | 34         | 33         | 31                       | 31                       | 31                       | 30                       | 31,7                               |
| 14      | 24.02.2020    | 29.02.2020       | 32         | 32         | 33                       | 35                       | 33                       | 31                       | 32,7                               |
| 15      | 02.03.2020    | 07.03.2020       | 35         | 35         | 31                       | 34                       | 32                       | 31                       | 33,0                               |
| 16      | 09.03.2020    | 14.03.2020       | 35         | 35         | 32                       | 36                       | 32                       | 31                       | 33,5                               |
| 17      | 16.03.2020    | 21.03.2020       | 37         | 37         | 38                       | 37                       | 36                       | 36                       | 36,8                               |
| 18      | 15.03.2021    | 20.03.2021       | 34         | 35         | 32                       | 35                       | 30                       | 28                       | 32,3                               |
| 19      | 22.03.2021    | 27.03.2021       | 34         | 34         | 30                       | 32                       | 32                       | 29                       | 31,8                               |
| 20      | 29.03.2021    | 03.04.2021       | 32         | 35         | 31                       | 33                       | 32                       | 31                       | 32,3                               |
| 21      | 05.04.2021    | 10.04.2021       | 34         | 35         | 33                       | 37                       | 36                       | 25                       | 33,3                               |
|         |               |                  |            |            | Середній рейтинг серіалу | Середній рейтинг серіалу | Середній рейтинг серіалу | Середній рейтинг серіалу | 30,87                              |

## Нагороди та номінації
| Рік  | Нагорода                 | Категорія                                          | Номінанти               | Результат |
| ---- | ------------------------ | -------------------------------------------------- | ----------------------- | --------- |
| 2020 | Prêmio APCA de Televisão | Драматургія                                        | Мануела Діаш            | Номінація |
| 2020 | Prêmio APCA de Televisão | Найкраща акторка                                   | Регіна Казе             | Номінація |
| 2020 | Prêmio APCA de Televisão | Найкращий актор                                    | Шай Суеде               | Номінація |
| 2020 | Prêmio Contigo! Online   | Найкраща теленовела                                | Мануела Діаш            | Номінація |
| 2020 | Prêmio Contigo! Online   | Найкраща акторка в теленовелі                      | Адріана Естевес         | Номінація |
| 2020 | Prêmio Contigo! Online   | Найкраща акторка в теленовелі                      | Регіна Казе             | Номінація |
| 2020 | Prêmio Contigo! Online   | Найкраща акторка в теленовелі                      | Таіс Араужо             | Номінація |
| 2020 | Prêmio Contigo! Online   | Найкращий актор в теленовелі                       | Шай Суеде               | Перемога  |
| 2020 | Prêmio Contigo! Online   | Найкраща акторка другого плану в романі чи серіалі | Ізіс Вальверде          | Номінація |
| 2020 | Prêmio Contigo! Online   | Найкраща акторка другого плану в романі чи серіалі | Джессіка Еллен          | Номінація |
| 2020 | Prêmio Contigo! Online   | Найкращий актор другого плану в романі або серіалі | Ірандхір Сантос         | Номінація |
| 2020 | Prêmio Contigo! Online   | Найкращий дитячий актор/акторка                    | Клара Галінарі          | Номінація |
| 2020 | Prêmio Área VIP          | Найкраща теленовела                                | Мануела Діаш            | Номінація |
| 2020 | Prêmio Área VIP          | Найкраща акторка                                   | Адріана Естевес         | Номінація |
| 2020 | Prêmio Área VIP          | Найкраща акторка                                   | Регіна Казе             | Номінація |
| 2020 | Prêmio Área VIP          | Найкраща акторка                                   | Таіс Араужо             | Перемога  |
| 2020 | Prêmio Área VIP          | Найкращий актор                                    | Шай Суеде               | Перемога  |
| 2020 | Prêmio Área VIP          | Найкращий актор                                    | Ірандхір Сантос         | Номінація |
| 2020 | Prêmio Área VIP          | Найкращий актор                                    | Мурілу Бенісіу          | Номінація |
| 2020 | Prêmio Área VIP          | Персонаж року                                      | Лурдес / Регіна Казе    | Номінація |
| 2020 | Prêmio Área VIP          | Відкриття Року                                     | Антоніо Бенісіо         | Номінація |
| 2021 | Emmy Internacional       | Найкраща теленовела                                | Мануела Діаш            | Номінація |
| 2021 | Venice TV Awards         | Найкраща теленовела                                | Мануела Діаш            | Перемога  |
| 2021 | Prêmio F5                | Найкраща теленовела                                | Мануела Діаш            | Перемога  |
| 2021 | Prêmio F5                | Найкраща акторка в теленовелі                      | Адріана Естевес         | Перемога  |
| 2021 | Prêmio F5                | Найкраща акторка в теленовелі                      | Джессіка Еллен          | Номінація |
| 2021 | Prêmio F5                | Найкраща акторка в теленовелі                      | Регіна Казе             | Номінація |
| 2021 | Prêmio F5                | Найкращий актор в теленовелі                       | Шай Суеде               | Номінація |
| 2021 | Melhores do Ano          | Найкраща теленовела                                | Мануела Діаш            | Перемога  |
| 2021 | Melhores do Ano          | Найкраща акторка в теленовелі                      | Адріана Естевес         | Номінація |
| 2021 | Melhores do Ano          | Найкраща акторка в теленовелі                      | Джессіка Еллен          | Номінація |
| 2021 | Melhores do Ano          | Найкраща акторка в теленовелі                      | Регіна Казе             | Перемога  |
| 2021 | Melhores do Ano          | Найкращий актор в теленовелі                       | Шай Суеде               | Перемога  |
| 2021 | Melhores do Ano          | Найкращий актор в теленовелі                       | Ірандхір Сантос         | Номінація |
| 2021 | Prêmio Contigo! Online   | Найкраща теленовела                                | Мануела Діаш            | Номінація |
| 2021 | Prêmio Contigo! Online   | Найкраща акторка в теленовелі                      | Адріана Естевес         | Номінація |
| 2021 | Prêmio Contigo! Online   | Найкраща акторка в теленовелі                      | Регіна Казе             | Номінація |
| 2021 | Prêmio Contigo! Online   | Найкращий актор в теленовелі                       | Шай Суеде               | Номінація |
| 2021 | Prêmio Contigo! Online   | Найкращий актор другого плану в романі або серіалі | Ірандхір Сантос         | Номінація |
| 2021 | Prêmio Contigo! Online   | Найкраща дитяча акторка                            | Клара Галінарі          | Номінація |
| 2021 | Prêmio Contigo! Online   | Найкращий дитячий актор                            | Педро Гільєрме Родрігес | Номінація |
| 2021 | Prêmio APCA de Televisão | Найкраща теленовела                                | Мануела Діаш            | Номінація |
| 2021 | Prêmio APCA de Televisão | Найкраща акторка                                   | Регіна Казе             | Номінація |
| 2021 | Prêmio APCA de Televisão | Найкращий актор                                    | Шай Суеде               | Номінація |
| 2022 | Troféu Imprensa          | Найкраща теленовела                                | Мануела Діаш            | Перемога  |
| 2022 | Troféu Imprensa          | Найкраща акторка                                   | Регіна Казе             | Перемога  |
| 2022 | Troféu Imprensa          | Найкращий актор                                    | Шай Суеде               | Перемога  |
| 2022 | Troféu Internet          | Найкраща теленовела                                | Мануела Діаш            | Номінація |
| 2022 | Troféu Internet          | Найкращий актор                                    | Шай Суеде               | Номінація |
| 2022 | Troféu Internet          | Найкраща акторка                                   | Адріана Естевес         | Номінація |
| 2022 | Troféu Internet          | Найкраща акторка                                   | Ізіс Вальверде          | Номінація |
| 2022 | Troféu Internet          | Найкраща акторка                                   | Регіна Казе             | Перемога  |
| 2022 | Troféu Internet          | Найкраща акторка                                   | Таіс Араужо             | Номінація |